# Međunarodna biskupska konferencija sv. Ćirila i Metoda
Međunarodna biskupska konferencija sv. Ćirila i Metoda (latinski: Conferentia Episcoporum Internationalis SS. Cyrilli et Metodii, C.E.I.C.E.M.) je tijelo katoličke Crkve koje okuplja biskupe iz Srbije, Crne Gore, Kosova i Sjeverne Makedonije.
C.E.I.C.E.M., ustanovio je papa Ivan Pavao II u prosincu 2004., konferencija je član Vijeća europskih biskupskih konferencija (Consilium Conferentiarum Episcoporum Europae, C.C.E.E.). Sjedište konferencije je u Beogradu, glavnom gradu Srbije. 1. srpnja 2018. kardinal Pietro Parolin, državni tajnik Svete Stolice prilikom svojega posjeta Republici Srbiji, blagoslovio je nove prostorije biskupske konferencije koje će se nalaziti u nekadašnjim prostorijama župe sv. Roka u Novom Sadu u Futoškoj ulici.
Predsjednik biskupske konferencije je od 2016. kardinal Ladislav Német, nadbiskup metropolit beogradski.

## Biskupije
Međunarodnu biskupsku konferenciju sv. Ćirila i Metoda čine sljedeće biskupije:
Beogradska metropolija
- Beogradska nadbiskupija
- Subotička biskupija
- Zrenjaninska biskupija

Biskupije drugih metropolija
- Srijemska biskupija (Đakovačko-osječka metropolija)
- Kotorska biskupija (Splitsko-makarska metropolija)
- Skopska biskupija (Vrhbosanska metropolija)

Biskupije izravno podređene Svetoj Stolici
- Barska nadbiskupija
- Prizrensko-prištinska biskupija
- Eparhija sv. Nikole – Ruski Krstur (grkokatolici)
- Eparhija Uznesenja Blažene Djevice Marije Strumica – Skoplje (grkokatolici)

## Članovi
Međunarodnu biskupsku konferenciju sv. Ćirila i Metoda čine sljedeći članovi
- kardinal Ladislav Német, nadbiskup metropolit beogradski
- mons. Rrok Gjonlleshaj, nadbiskup barski
- mons. Fabijan Svalina, biskup srijemski
- mons. Franjo Fazekaš, biskup subotički
- mons. Mirko Štefković, biskup zrenjaninski

- mons. Kiro Stojanov, biskup skopski i eparh strumičko-skopski
- mons. Mladen Vukšić, imenovani biskup kotorski
- mons. Dodë Gjergji, biskup prizrensko-prištinski
- mons. Đura Džudžar, eparh eparihije sv. Nikole – Ruski Krstur

Umirovljeni biskupi
- mons. Stanislav Hočevar nadbiskup beogradski u miru
- mons. Zef Gashi, nadbiskup barski u miru
- mons. Ilija Janjić, biskup kotorski u miru
- mons. Ivan Penzeš, biskup subotički u miru
- mons. Đuro Gašparović, biskup srijemski u miru

### Predsjednici C.E.I.C.E.M.
Popis predsjednika Međunarodne biskupske konferencije sv. Ćirila i Metoda:
- mons. Stanislav Hočevar (16. travnja 2001. – travanj 2011.)
- mons. Zef Gashi (travanj 2011. – 16. ožujka 2016.)
- kardinal Ladislav Német, od 16. ožujka 2016. do danas

Popis potpredsjednika Međunarodne biskupske konferencije sv. Ćirila i Metoda:
- mons. Stanislav Hočevar (travanj 2011. – 16. ožujka 2016.)
- mons. Đura Džudžar, od 16. ožujka 2016. do danas

Popis glavnih tajnika Međunarodne biskupske konferencije sv. Ćirila i Metoda:
- kardinal Ladislav Német (travanj 2011. – 16. ožujak 2016.)
- mons. Mirko Štefković, od ožujka 2016. do danas

## Vanjske poveznice
- http://www.ceicem.org/index.html  Arhivirana inačica izvorne stranice od 25. srpnja 2011. (Wayback Machine)